# Titularerzbistum Nicopolis ad Nestum
Nicopolis ad Nestum (ital.: Nicopoli al Nesto) ist ein Titularerzbistum der römisch-katholischen Kirche. 
Der antike Bischofssitz befand sich in der historischen Landschaft Thrakien in der gleichnamigen antiken Stadt und liegt im Südwesten Bulgariens. Der Bischofssitz war der Kirchenprovinz Trimontium zugeordnet.
| Titularerzbischöfe von Nicopolis ad Nestum |                          |                                                    |                  |                   |
| Nr.                                        | Name                     | Amt                                                | von              | bis               |
| 1                                          | Franz Ursinus            | Weihbischof in Breslau, Königreich Böhmen          | 21. Juli 1614    | 16. November 1615 |
| 2                                          | Francisco do Rego Maia   | emeritierter Bischof von Belém do Pará (Brasilien) | 3. April 1906    | 4. Februar 1928   |
| 3                                          | John Aelen MHM           | emeritierter Erzbischof von Madras (Indien)        | 1928             | 11. Februar 1929  |
| 4                                          | Carlo Confalonieri       | Kurienerzbischof                                   | 22. Februar 1950 | 15. Dezember 1958 |
| 5                                          | Emilio Tagle Covarrubias | Weihbischof in Santiago de Chile (Chile)           | 12. März 1959    | 22. Mai 1961      |
| 6                                          | Lawrence Joseph Shehan   | Koadjutorerzbischof von Baltimore (USA)            | 10. Juli 1961    | 8. Dezember 1961  |
| 7                                          | John Gordon              | Apostolischer Delegat Apostolischer Pro-Nuntius    | 10. Februar 1962 | 30. Januar 1981   |